# Lauenburgische Gelehrtenschule
Die Lauenburgische Gelehrtenschule ist ein Gymnasium in Ratzeburg. An ihr werden ungefähr 700 Schüler von etwa 70 Lehrkräften unterrichtet.

## Geschichte

### Domschule

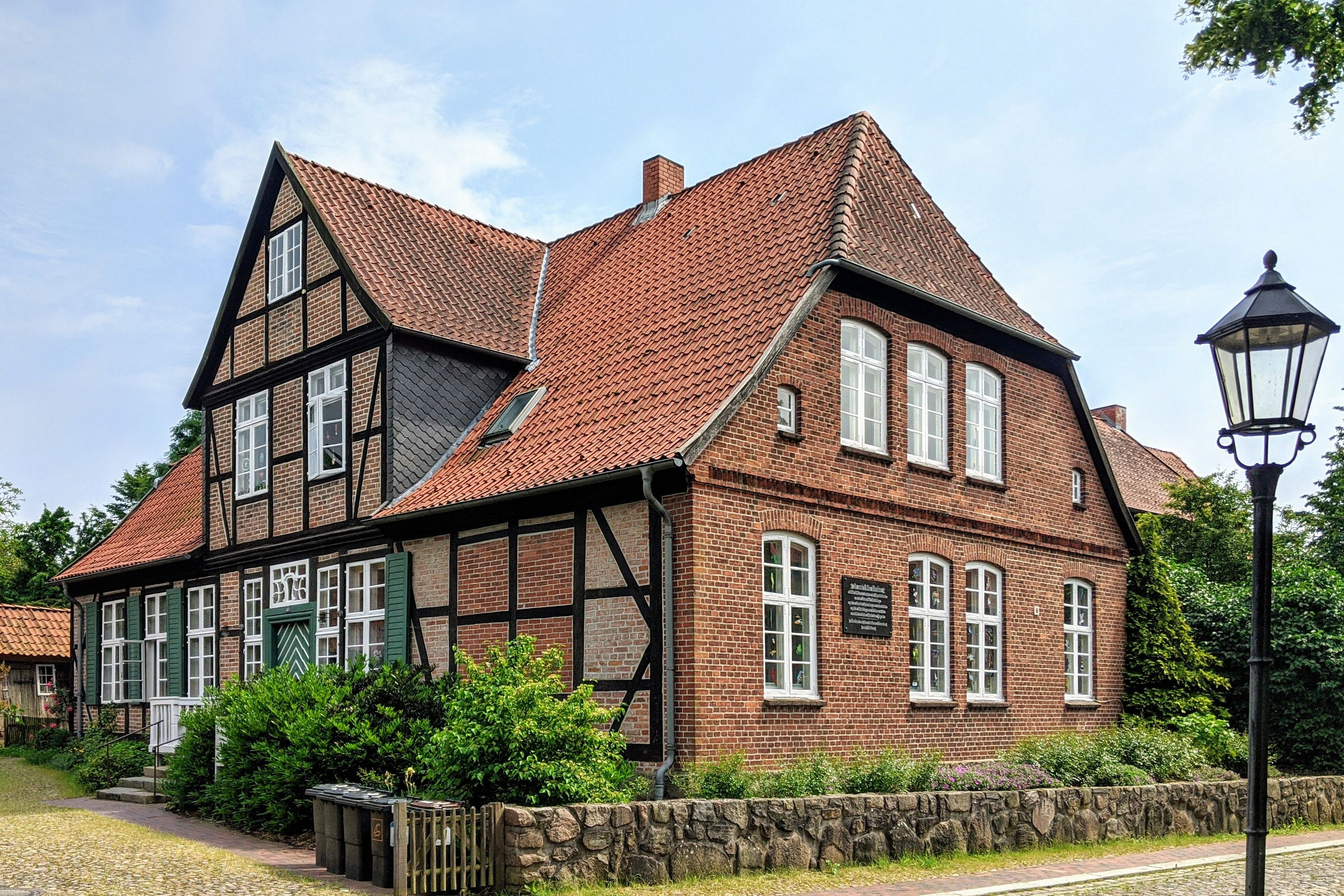
Ehemalige Domschule im Domhof Ratzeburg

Um 1160 entstand eine Schule, die als Domschule dem Ratzeburger Dom angegliedert war. Nach der Säkularisation des Hochstifts Ratzeburg als Fürstentum Ratzeburg 1648 kam die Schule unter mecklenburgische Hoheit. 1655 entwarf Hector Mithobius eine neue Schulordnung. Schon seit Anfang des 18. Jahrhunderts gab es Überlegungen, die in der Exklave Domhof Ratzeburg gelegene Schule zu schließen. Im Ergebnis der Dritten mecklenburgischen Hauptlandesteilung (1701) fiel die Ratzeburger Exklave mit dem Dom und dem Land Ratzeburg um Schönberg (Mecklenburg) als Landesteil in das Domanium von Mecklenburg-Strelitz. 1841 fiel die Entscheidung der Regierung von Mecklenburg-Strelitz, statt der Domschule nur noch das 1823 entstandene Realgymnasium in Schönberg, das heutige Ernst-Barlach-Gymnasium, zu fördern, was 1845 zur Schließung der Domschule führte.

### Gelehrtenschule

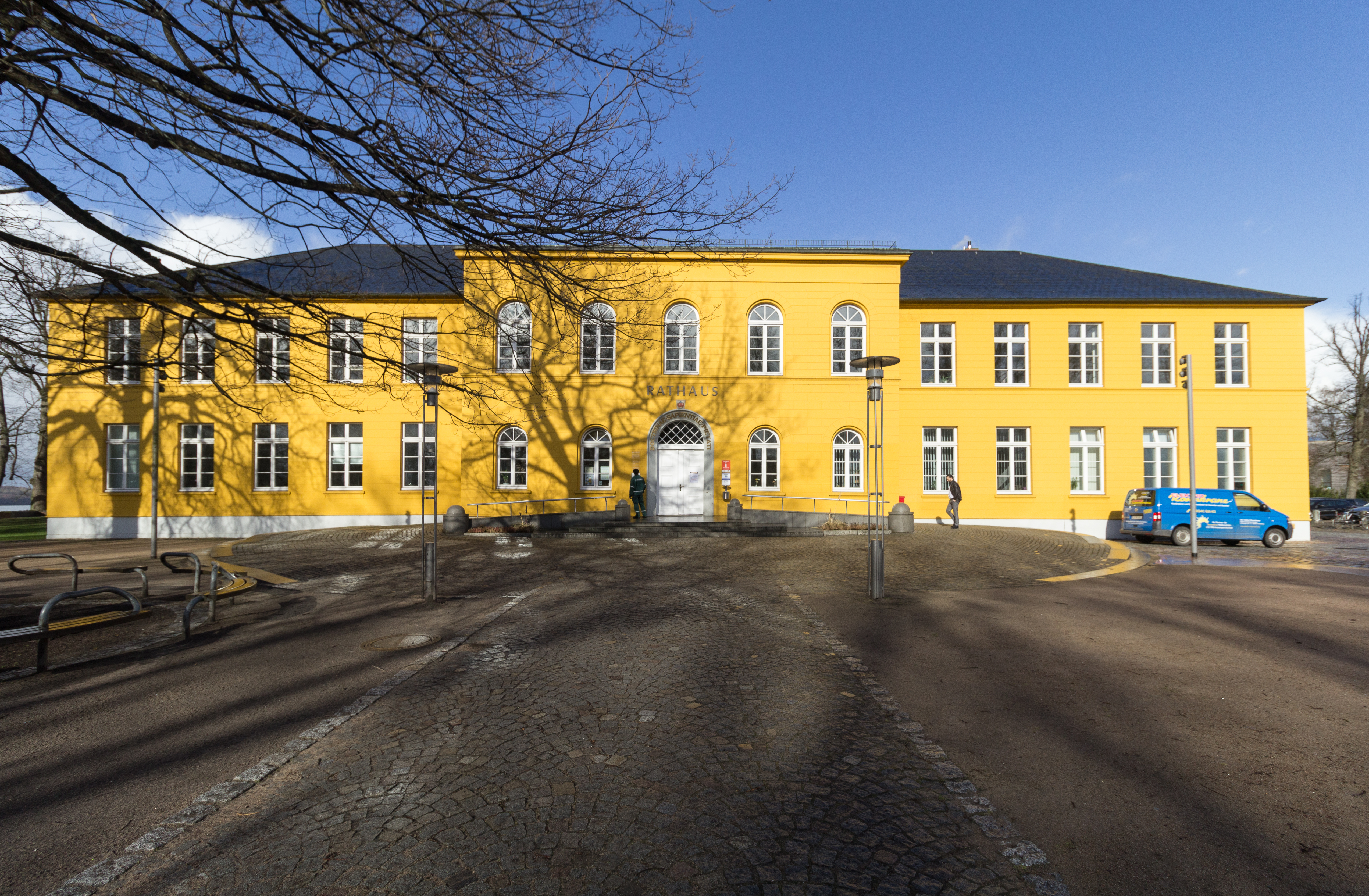
Ehemalige Gelehrtenschule, heute als Rathaus genutzt

Die Ratzeburger Bürgerschaft, angeführt vom damaligen Superintendenten Carl Friedrich Wilhelm Catenhusen, hatte angesichts der drohenden Schließung Pläne für ein eigenes Gymnasium entwickelt, die vom damaligen Landesherrn, dem dänischen König Christian VIII. als Herzog von Lauenburg, genehmigt wurden. So erfolgte ab Michaelis 1845 die Weiterführung des Gymnasiums in herzoglicher Regie, zusammen mit der Ritter- und Landschaft des Herzogtums, als Lauenburgische Gelehrtenschule, zunächst in den angemieteten Räumen der Domschule, ab 1849 in einem eigens dafür errichteten Neubau, dem heutigen Rathaus. Von der Domschule gingen 38 Schüler in die neue Anstalt über, doch schon nach einem halben Jahre war die Zahl der Schüler auf 91 und bis 1849 auf 120 gestiegen.
Nach dem Wechsel der Herrschaft in Personalunion von Dänemark zu Preußen 1865 und der staatsrechtlichen Vereinigung des Herzogtums mit letzterem Königreich 1876 wurde der neue Landkreis Herzogtum Lauenburg Träger der Schule, Eigentümer des Baus war der Lauenburgische Landeskommunalverband, die Schulaufsicht lag beim Provinzialschulkollegium. 1882 erhielt die Schule eine Turnhalle und 1896 einen Anbau. Ebenfalls 1896 entstand das Bootshaus der Ruderriege der Gelehrtenschule. Im Jahr 1900 erreichte die Schülerzahl mit 190 einen neuen Höchststand.

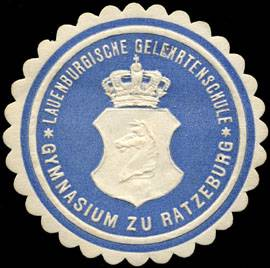
Siegelmarke der Schule aus dem 19. Jahrhundert
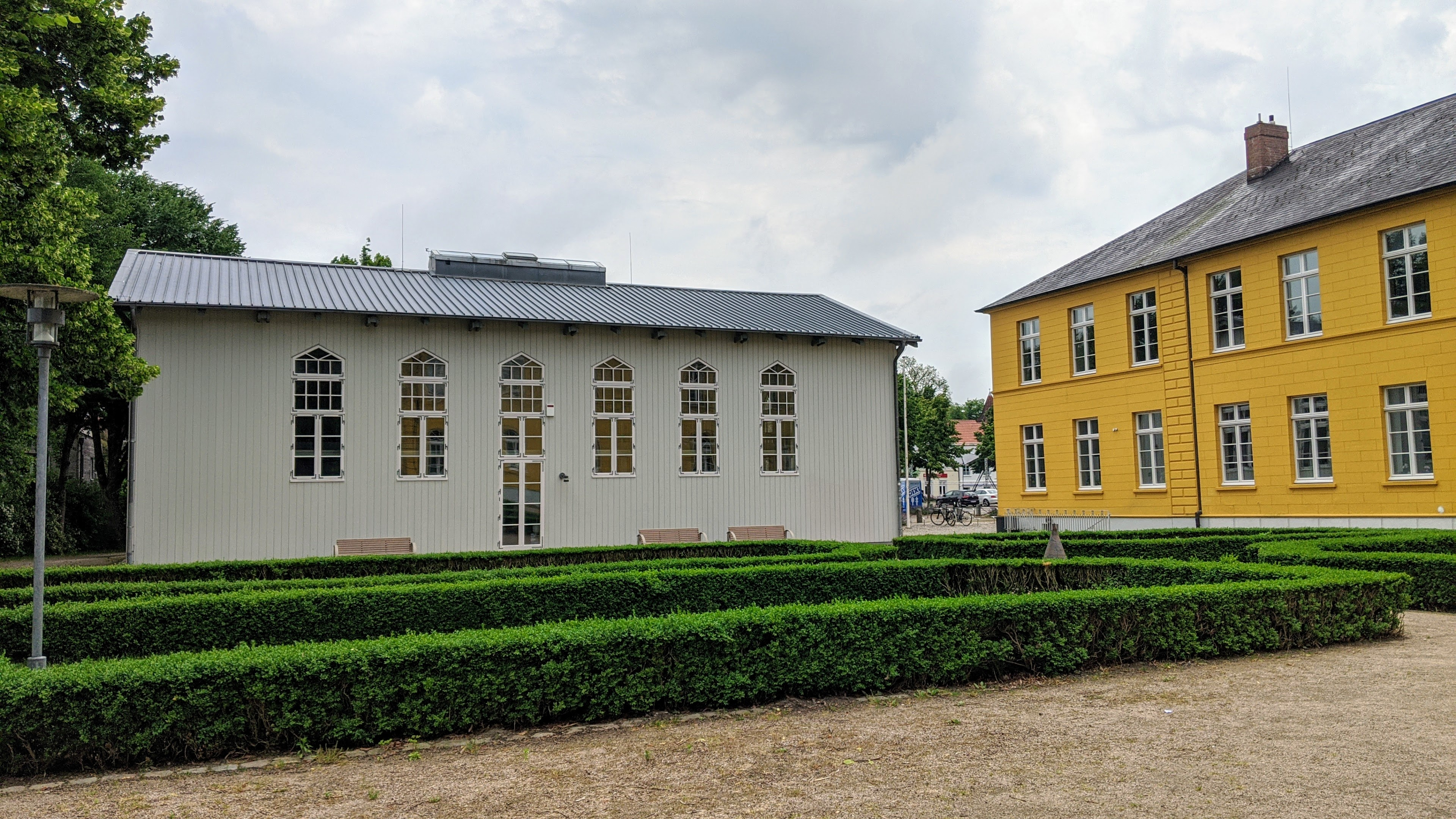
Ehemalige Turnhalle (heute Stadtbücherei), rechts die Rückansicht des ehemaligen Schulhauses (heute Rathaus)
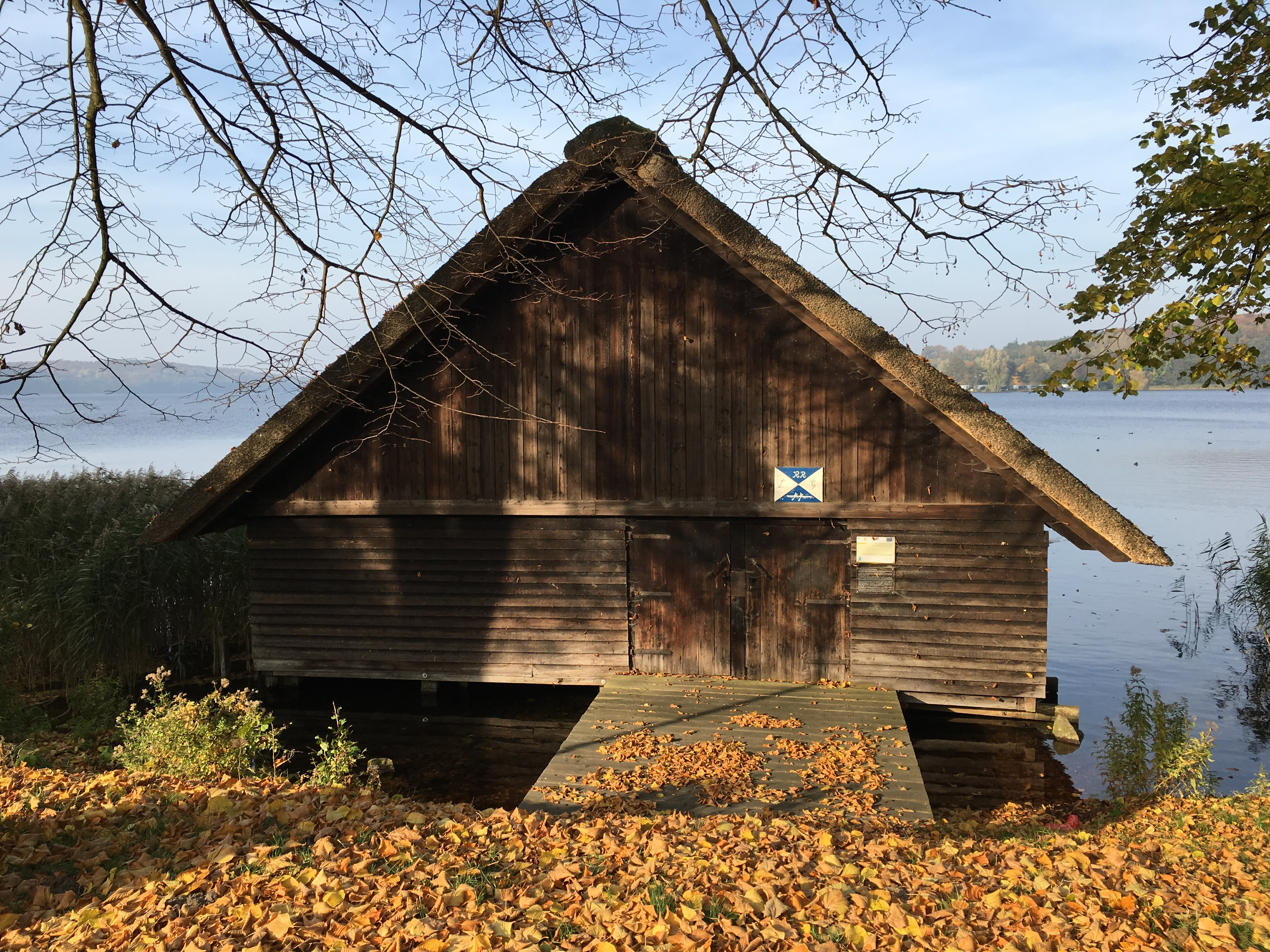
Bootshaus der Ruderriege am Ratzeburger See
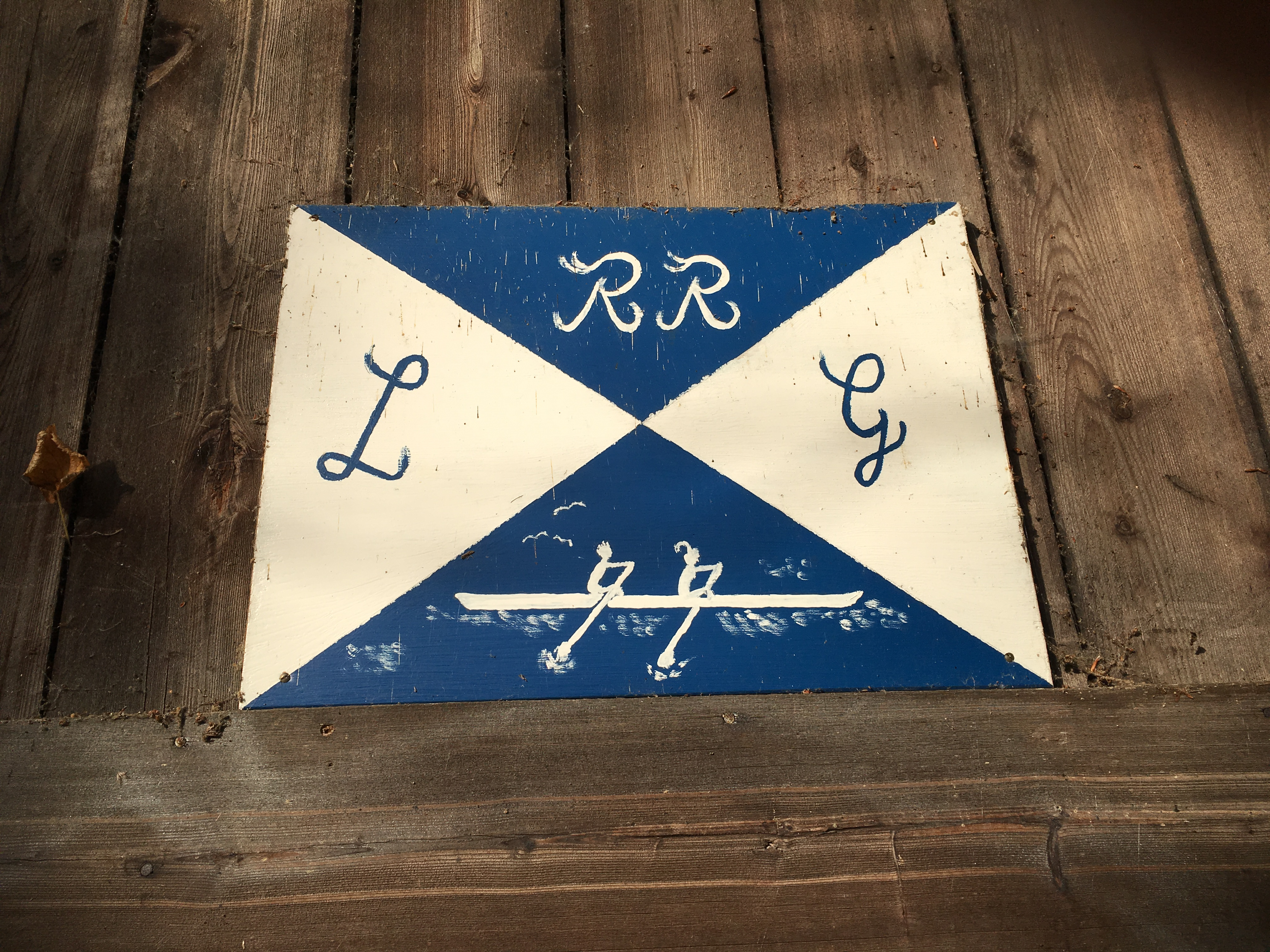
Flagge der Ruderriege

Anfang der 1960er Jahre konnte im alten Schulgebäude aufgrund steigender Schülerzahlen der Unterricht nicht mehr im geregelten Maße durchgeführt werden. Deswegen wurde die Schule in einen von Kurt Piepenschneider entworfenen Neubau im Stadtteil St. Georgsberg verlegt. Die Trägerschaft der Schule liegt seit 2010 bei der Stadt Ratzeburg.
Zwischen Januar 2009 und September 2010 wurde das fast 50 Jahre alte Schulgebäude abgerissen und wiederum durch einen Neubau ersetzt. Der Unterricht fand in der Übergangszeit in Containern oder im bereits zu Teilen fertiggestellten Fachtrakt statt. Nach den Herbstferien des Schuljahres 2010/11 war der vollständige Umzug in das neue Gebäude abgeschlossen.
Der Insulaner, eine der ältesten Schülerzeitungen Deutschlands, erscheint seit 1932 an der Lauenburgischen Gelehrtenschule.

## Zander-Bibliothek
Bei der Gründung der Gelehrtenschule übernahm sie einen Teil der Dom(schul)bibliothek; andere Teile blieben beim Dom oder kamen nach Schönberg. Eine Schenkung König Christian VIII. machte weitere Erwerbungen möglich, und 1873 erhielt die Gelehrtenschule die über 5000 Bände umfassende Bibliothek des ersten Direktors Christian Ludwig Enoch Zander. Bis 1900 war die Bibliothek auf etwa 12.000 Bände und etwa 10.000 Schulprogramme angewachsen. Heute ist der Buchbestand der Schule in fünf Bibliotheken aufgeteilt:
1. die Lernmittelbücherei für Schüler
2. die Oberstufenbücherei
3. die Unterstufenbücherei
4. die alte Lehrerbibliothek (heute Zanderbibliothek genannt)
5. die Bücher zur Methodik und Didaktik der einzelnen Fächer

Der Altbestand umfasst heute etwa 20.000 Bände und einen Rest der ehemaligen Schulprogramm-Sammlung.

## Persönlichkeiten

### Schüler
- Johann Adolph Höltich (1641–1704), Jurist
- Franz Heinrich Höltich (1643–1676), Jurist und Syndikus
- Heinrich August von Vogel (1778–1867), Chemiker und Hochschullehrer
- Jeppe Prehn (1803–1850), Jurist und Amtmann
- Johann Wilhelm Christern (1809–1877), Schriftsteller
- Edmund de Chapeaurouge (1817–1893), Jurist und Politiker
- Friedrich Wigger (1825–1886), Archivar
- Charles Ami de Chapeaurouge (1830–1897), Kaufmann und Hamburger Senator
- Ernst Catenhusen (1841–1918), Dirigent und Komponist
- Georg Wagner (1844–1921), Pädagoge
- Conrad Justus Bredenkamp (1847–1904), Theologe
- Carl de Boor (1848–1923), Byzantinist
- Ernst Haack (1850–1945), Theologe
- Ernst Sellin (1867–1946), Theologe
- Eduard Völkel (1878–1957), Theologe
- Martin Otto Stammer (1883–1966), Theologe und Politiker
- Bruno Claußen (1884–1945), Staatssekretär im Reichsarbeitsministerium
- Fritz Berendsen (1904–1974), Offizier, leitender Angestellter und Politiker (CDU)
- Eberhard Galley (1910–1994), Literaturwissenschaftler und Bibliothekar
- Gottfried von Einem (1918–1996), Komponist
- Hans-Karl Lücke (1927–2009), Kunsthistoriker
- Walter Schröder (1932–2022), Ruderer (Goldmedaille im Achter bei den Olympischen Spielen 1962) und Hochschullehrer für Sport
- Merten Drevs (1934–2022), Jurist in der Finanzverwaltung, Staatssekretär in Mecklenburg-Vorpommern
- Christian Streffer (* 1934), Strahlenbiologie
- Manfred Rulffs (1935–2007), Ruderer
- Hans Lenk (1935–2024), Ruderer und Philosophieprofessor
- F. K. Waechter (1937–2005), Zeichner, Karikaturist und Autor
- Christel Happach-Kasan (* 1950), Politikerin (FDP)
- Matthias Meyer (* 1952), Diplomat
- Norbert Brackmann (* 1954), Politiker (CDU)
- Gunther Tiersch (* 1954), Ruderer und Meteorologe
- Carsten Köthe (* 1962), Hörfunkmoderator
- Enno Haaks (* 1963),  Theologe
- Niclas Herbst (* 1973), Politiker (CDU)
- Florian Mennigen (* 1982), Ruderer
- Christopher Vogt (* 1984), Politiker (FDP)
- Steffen Regis (* 1989), Politiker (Bündnis 90/Die Grünen)
- Vanessa Low (* 1990), Leichtathletin im Behindertensport
- Lauritz Schoof (* 1990), Ruderer
- Felix von der Laden (* 1994), Webvideoproduzent

### Lehrer
- Andreas Cassius, Rektor (um 1590)
- Franz Albert Aepinus, Rektor 1709
- Ludwig Gerhard, Rektor 1709–1712
- Johann Wilhelm Bartholomäus Rußwurm, Kantor, sp. Konrektor bis 1809
- Johann Christian Friedrich Dietz (1765–1833), Rektor 1804–1812
- Johann Georg Rußwurm (1781–1848), Rektor 1813–1825
- Karl Friedrich Ludwig Arndt, Konrektor ab 1813, Rektor 1830–1839
- Ulrich Becker, ab 1818, Rektor 1839–1843
- Christian Ludwig Enoch Zander, ab 1819, erster Direktor der Gelehrtenschule 1845–1868
- Friedrich Rieck, Rektor (stellvertr. Schulleiter) 1845–1851
- Paul Bobertag, Konrektor ab Januar 1846, 1868 Professor
- Hermann Petermann (1827–1874), zweiter Direktor 1868–1872, danach Oberlehrer in Erfurt
- Georg Wagner (1844–1921), Kollaborator von 1871 bis 1874, später Schulrat in Altona
- C. Steinmetz, dritter Direktor 1872–
- Ernst Haack (1850–1945), Kollaborator von 1874 bis 1876, später Oberkirchenrat in Schwerin
- Ludwig Hellwig (1846–1910), Oberlehrer von 1874 bis 1909, lauenburgischer Heimatforscher
- Friedrich Bertheau (1851–1919), Oberlehrer von 1881 bis 1911
- Georg Karstädt (1903–1990), Musiklehrer von 1952 bis 1969
- Karl Adam (1912–1976), Oberstudienrat für Mathematik, Physik und Leibeserziehung, Rudertrainer